# Huzziya de Zalpuwa
Huzziya fue el último rey de Zalpuwa que citan las fuentes. Fue capturado por Anitta el rey hitita de Kussara. 
Anitta había sido confrontado con lo que parece haber sido una alianza militar de los estados que se extendían al sur de Zalpuwa, una alianza en que Piyusti, el rey de Hatti, y Huzziya, el rey de Zalpuwa, jugaron papeles protagonistas.

## Biografía
Es probable que se convirtiera en vasallo del rey hititaAnitta, ya que este afirmaba haber obtenido al dios de Neša de Zalpuwa y volvió a Neša, antes de queHuzziya se sublevara y participara en una gran coalición contra las fuerzas de Anitta. hay evidencias de su existencia en un texto de Anitta, que informa, «"...todas las tierras de Zalpuwa junto al mar. Antes Uḫna, rey de Zalpuwa, llevó nuestro dios de Neša a Zalpuwa. Más tarde Yo, Anitta, gran rey, retorné nuestro dios de Zalpuwa a Neša. Traje a Ḫuzziya, rey de Zalpuwa, vivo a Neša». Anitta declaró triunfalmente que había hecho «del mar de Zalpuwa [Mar Negro] mi límite [al norte]»
Huzziya puede que hubiera sido antepasado y, posiblemente, abuelo de Huzziya I, rey hitita del reino antiguo (c. 1525-1530  a. C.)